# Grävklöver
Grävklöver (Trifolium subterraneum) är en ärtväxtart som beskrevs av Carl von Linné. Enligt Catalogue of Life ingår Grävklöver i släktet klövrar och familjen ärtväxter, men enligt Dyntaxa är tillhörigheten istället släktet klövrar och familjen ärtväxter. IUCN kategoriserar arten globalt som livskraftig. Arten förekommer tillfälligt i Sverige, men reproducerar sig inte.

## Underarter
Arten delas in i följande underarter:
- T. s. brachycalycinum
- T. s. subterraneum
- T. s. yanninicum

## Bildgalleri

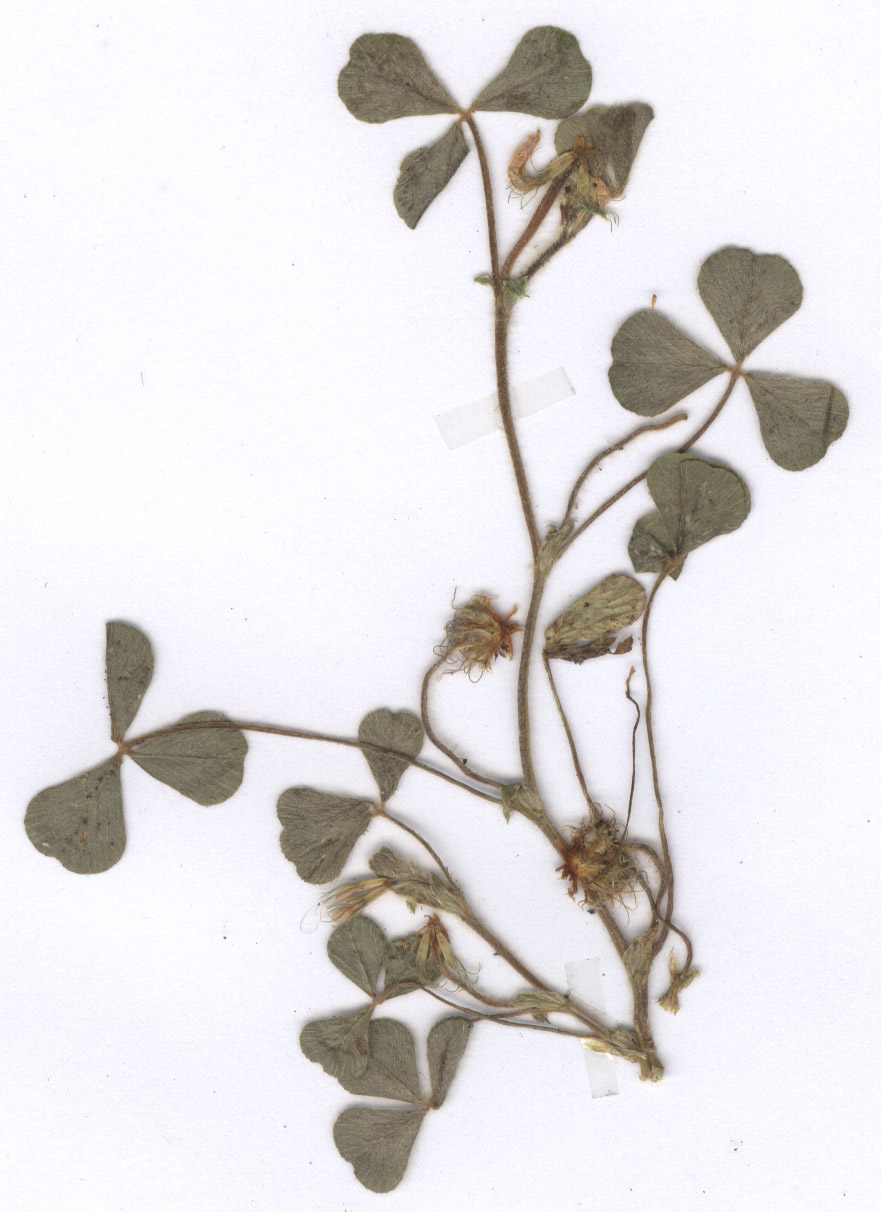
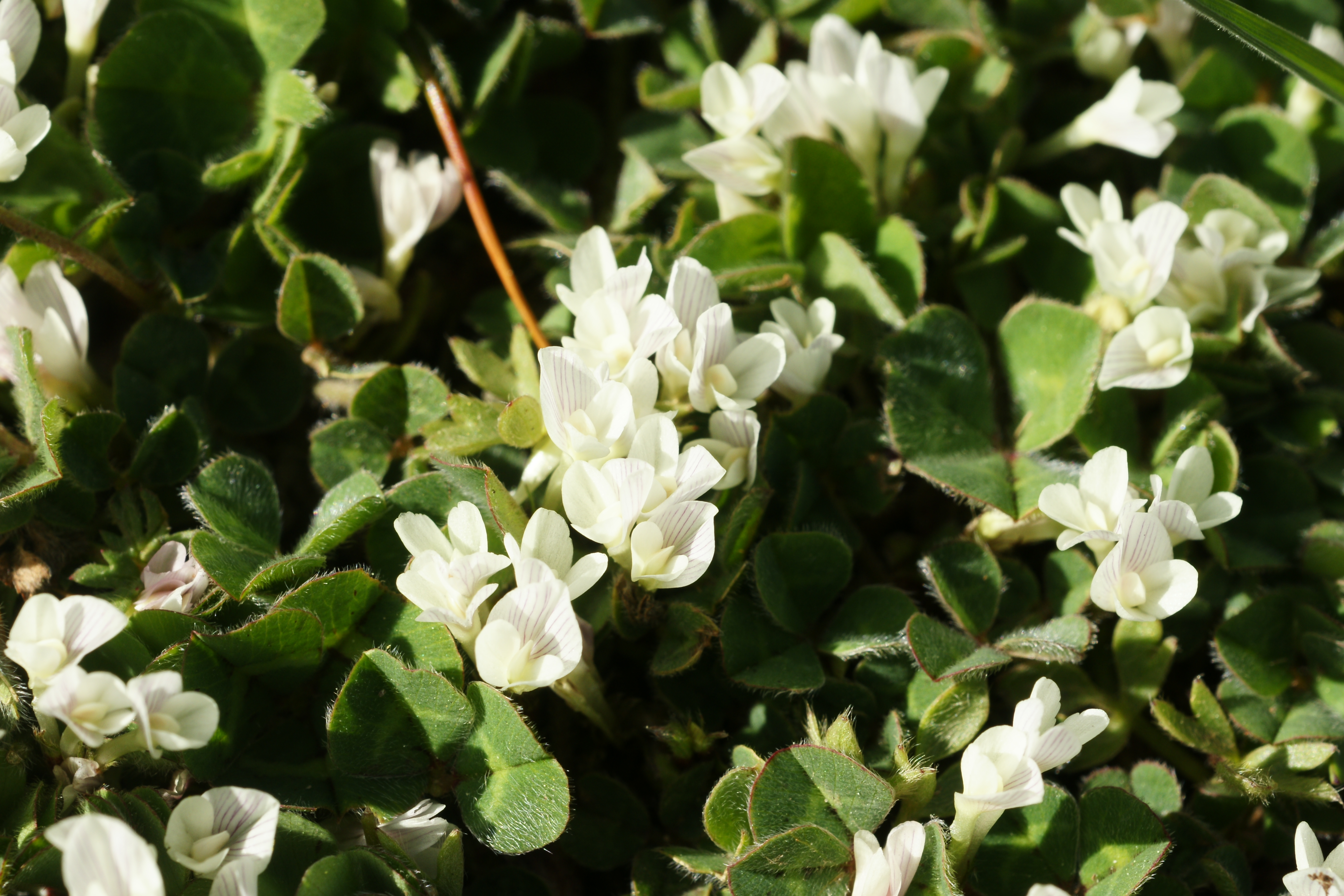
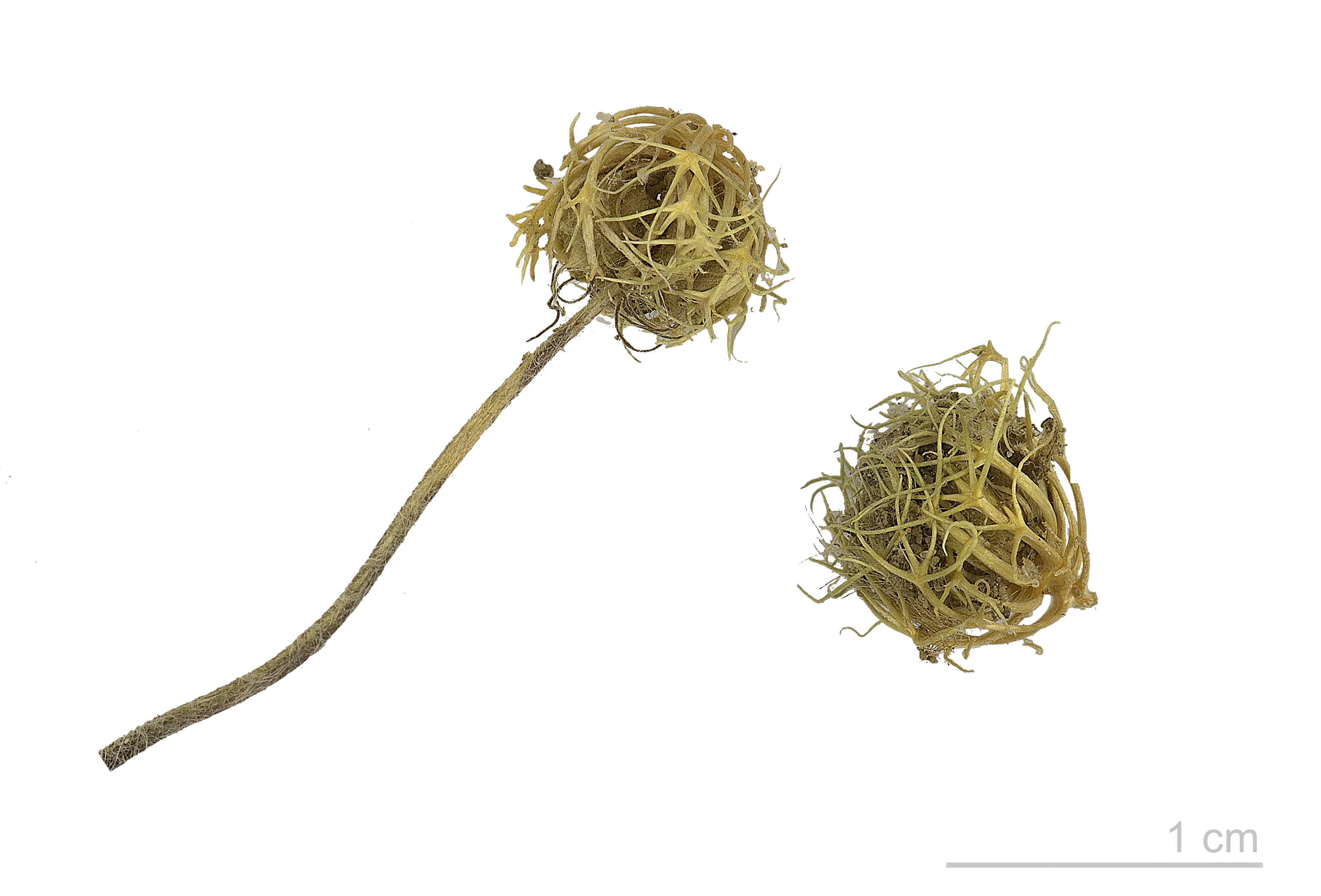
Trifolium subterraneum - Museum specimen